# Eklogí ton nómon
L'Eklogí ton nómon (grec medieval: ᾽Εκλογή τω̑ν νόμων; llatí: Ecloga legum, 'Selecció de les lleis'), sovint coneguda simplement com a Eklogí o Ecloga, és un codi jurídic promulgat per l'emperador romà d'Orient Lleó III l'Isàuric i el seu fill Constantí V Coprònim el 726 o el 741. Consisteix en un preàmbul i divuit capítols que detallen les lleis més importants per al dia a dia dels ciutadans de l'Imperi Romà d'Orient. L'Eklogí substituïa i actualitzava el codi Justinià de dos segles abans, tot introduint modificacions importants en matèria de dret del divorci, la divisió del botí de guerra i el dret penal, que canviava la pena de mort per diverses formes de mutilació per a nombrosos delictes. Al seu torn, l'Eklogí fou substituïda per l'Epanagogí un segle i mig més tard, sota la dinastia macedònica.